# Sinopesa chengbuensis
Espèce
Synonymes
- Raveniola chengbuensis Xu & Yin, 2002

Sinopesa chengbuensis est une espèce d'araignées mygalomorphes de la famille des Nemesiidae.

## Distribution
Cette espèce est endémique du Hunan en Chine,. Elle se rencontre dans le xian de Chengbu dans la grotte Baiyundong.

## Description
La femelle holotype mesure 10,12 mm.

## Systématique et taxinomie
Cette espèce a été décrite sous le protonyme Raveniola chengbuensis par Xu et Yin en 2002. Elle est placée dans le genre Sinopesa par Zonstein et Marusik en 2012.

## Étymologie
Son nom d'espèce, composé de chengbu et du suffixe latin -ensis, « qui vit dans, qui habite », lui a été donné en référence au lieu de sa découverte, le xian de Chengbu.

## Publication originale
- Xu & Yin, 2002 : A new species of the genus Raveniola from Baiyundong Cave, Hunan Province (Araneae: Nemesiidae). Acta Zootaxonomica Sinica, vol. 27, no 3, p. 474-476.